# Зграда Београдске општине
Зграда Београдске општине се налази у Узун Мирковој улици 1, у Београду, представља непокретно културно добро као споменик културе.
Подигнута је око 1846. године, за време владавине кнеза Александра Карађорђевића, зграда Београдске општине је смештена на простору некадашње Велике пијаце. Простор око Велике пијаце је у другој половини 19. века представљало средиште управног и просветног живота престонице.
Хотел је радио до 1869. године када је назив „Српска круна“ преузела гостионица у Кнез Михаиловој улици број 56. Током периода од скоро једног века здање на Великој пијаци служило је потребама Београдске општине. Зграда је подигнута као једноспратни објекат са класично обликованом главном фасадом, чија је симетричност постигнута централним плитким ризалитом са зиданом атиком изнад кровног венца. Преправке и доградња спрата из 1928. године битно су измениле изглед објекта. Данашњом фасадом од вештачког камена доминирају монументални канелирани полустубови у приземној зони и прозорски отвори са лунетама.
Данас је у згради смештена Југословенска кинотека.

## Историјат
Зграда некадашње Београдске општине подигнута је као конак кнеза Александра Крађорђевића у центру београдске вароши који је био намењен изградњи јавних и репрезентативних грађевина. Убрзо након подизањa, вероватно 1853. године, зграда је издата у закуп за гостионицу. Име власника омогућило је да добије право на назив „Српска круна“.
У прво време у њој су одседали искључиво странци. Од 1853. године зграда се помиње као други хотел у Београду под називом „Ново здање“ или „Српска круна“, у којем су одседали најугледнији гости и који је био позорница важних историјских, културних и друштвених догађаја. У њему су се одржавали балови, позоришне представе, музичке приредбе и изложбе слика. 
Гостионица је врло брзо стекла углед.
Године 1868. кнез Александар Карађорђевић је као главни осумњичени за организацију убиства кнеза Михаила Обреновића осуђен на двадесет година заточења и донет је Закон на основу кога се сва непокретна имања која је поседовао у Србији морају распродати. По том основу је и „Српска круна“ продата Општини београдској за смештај Општинског суда. Стара фирма са називом уступљена је, по одобрењу Министарства унутрашњих дела, гостионици на крају кнез Михаилове улице, преко пута Београдске тврђаве, која се управо тада отварала. Од тог тренутка, следећих скоро сто година, развој градске управе везан је за ову зграду. Од 1839. године, од Закона који је дефинисао устројство општина, Београд је добио посебан третман који ће задржати кроз све промене којим ће поједини закони регулисати питање општинске управе. Иако се институција општинске самоуправе развијала паралелно са развојем државне управе, зграда Општине Београдске остала је репрезент општинске моћи.
После Првог светског рата када је Београд постао престоница знатно веће државе зграда Општине је постала недовољна за смештај свих њених одељења. Због тога је било одлучено да се изгради нова, репрезентативна грађевина. Упркос одлуци сталан недостатак средстава онемогућавао је изградњу нове згаде, па је 1928. године решено да се надзида и догради постојећа једноспратница.
Пројекат је урађен у Грађевинском одељењу Општине. Обновљена зграда је свечано отворена у оквиру обележавања десетогодишњице Уједињења Срба, Хрвата и Словенаца у једну државу 1. децембра 1928. године. Општина, тада под називом Скупштина града Београда налазила се у овој згради до 1961. године. Од 1961. до 1992. Завод за патенте. Године 1992. зграда је додељена Југословенској кинотеци која је потпуно обновила и прилагодила новим потребама. Свечано је отворена 2011. године.
Од посебних догађаја везаних за зграду у Узун Мирковој улици треба поменути пријем поводом Светоандрејске скупштине, доделу Легије части 1920. и суђење генералу Леру и високим немачким официрима 1945. године.

## Архитектура
Зграда старе Београдске општине подигнута је као једноспратница обликована мешавином стилских елемента класицизма и романтизма. Имала је основу неправилног четвороугла условљену обликом парцеле. Изграђена је на регулационој линији која је касније условила и регулацију улице као и два бочна прилаза. Имала је једну кафану и гостионицу, 12 намештених соба за путнике, 4 собе и 1 салу за госте, кујну, перионицу, шталу за 30 коња, подрум за вино, подрум за дрва и шупу за кола.
Приликом надзиђивања спрата 1928. године зграда је у потпуности преобликована у складу са владајућим принципима академске међуратне архитектуре. Потреба за репрезентативношћу решена је низом прислоњених стубова у приземљу и постављањем скулптура које представљају сенаторе на конзоле између прозора првог спрата. Аутор скулптура био је вајар Драгомир Арамбашић.
У ентеријеру се посебно истицала сала за седнице Градског већа којом су доминирали плитки рељефи и фреске са представама Београда , рад Живорада Настасијевића.
У међувремену су скулптуре нестале са фасада, а фреске биле прекривене грбовима. Зграда је потпуно обновљена за потребе Југословенске кинотеке. Ентеријер је дело арх. Павла Васева.
Зграда Београдске општине је 1983. године проглашена за споменик културе као репрезент развоја општинске самоуправе у Србији.